# 全日本社会人レスリング選手権大会
全日本社会人レスリング選手権大会（ぜんにほんしゃかいじん―せんしゅけんたいかい）は、日本社会人レスリング連盟が主催するレスリングの全国大会である。

## 概要
1953年より例年7月上旬に開かれている。
2002年までは駒沢オリンピック公園総合運動場体育館で開催されていたが、2003年からは主に関東圏での持ち回り開催に移行した。
団体戦と個人戦に分かれ、それぞれ男女で採用。
団体戦男子はクラブ対抗と実業団対抗に分けられ、女子はクラブ実業団混合であった。しかし2014年より男子の部、女子の部での開催となった。
個人戦は男子マスターズ部門（35歳以上）も実施されている。マスターズはさらに年齢別でA（35～40歳）・B（41～50歳）・C（51～60歳）・D（61歳以上）と分けられている。
また五輪開催年を除く年には全日本選手権と全日本選抜選手権の優勝者が異なる場合は、世界選手権の代表決定プレーオフも同時に開催される。

## 開催記録
| 回 | 年度 | 会場                   | 実業団対抗    | クラブ対抗      | 男子         | 女子               |
| -- | ---- | ---------------------- | ------------- | --------------- | ------------ | ------------------ |
| 49 | 2001 | 駒沢体育館             | 綜合警備保障  | 倉敷クラブ      |              |                    |
| 50 | 2002 | 駒沢体育館             | 綜合警備保障  | 倉敷クラブ      |              | ジャパンビバレッジ |
| 51 | 2003 | 志木市民体育館         | 綜合警備保障A | 自衛隊体育学校B |              | ジャパンビバレッジ |
| 52 | 2004 | 志木市民体育館         | 綜合警備保障A | 倉敷クラブ      |              | ジャパンビバレッジ |
| 53 | 2005 | 青少年総合センター     | 綜合警備保障  | 警視庁クラブ    |              | ジャパンビバレッジ |
| 54 | 2006 | 東伊豆市民体育センター | 綜合警備保障  | 警視庁クラブ    |              | ジャパンビバレッジ |
| 55 | 2007 | 佐倉市民体育館         | 綜合警備保障  | 警視庁クラブ    |              | 自衛隊体育学校     |
| 56 | 2008 | 朝霞市民総合体育館     | 綜合警備保障  | 警視庁クラブ    |              | 自衛隊体育学校     |
| 57 | 2009 | 和光市総合体育館       | 綜合警備保障  | 警視庁クラブ    |              | 自衛隊体育学校     |
| 58 | 2010 | 山形市体育館           | 綜合警備保障  | 警視庁クラブ    |              | 代々木クラブ       |
| 59 | 2011 | 和光市総合体育館       | 綜合警備保障  | 警視庁クラブ    |              | 代々木クラブ       |
| 60 | 2012 | 和光市総合体育館       | 前川製作所    | 警視庁クラブ    |              | 代々木クラブ       |
| 61 | 2013 | 和光市総合体育館       | 綜合警備保障  | 警視庁クラブ    |              | 環太平洋大学クラブ |
| 62 | 2014 | 和光市総合体育館       |               |                 | 警視庁クラブ | 代々木クラブ       |
| 63 | 2015 |                        |               |                 |              |                    |
| 64 | 2016 |                        |               |                 |              |                    |
| 65 | 2017 |                        |               |                 |              |                    |
| 66 | 2018 |                        |               |                 |              |                    |
| 67 | 2019 |                        |               |                 |              |                    |
| 68 | 2020 |                        |               |                 |              |                    |